# Siluriformes

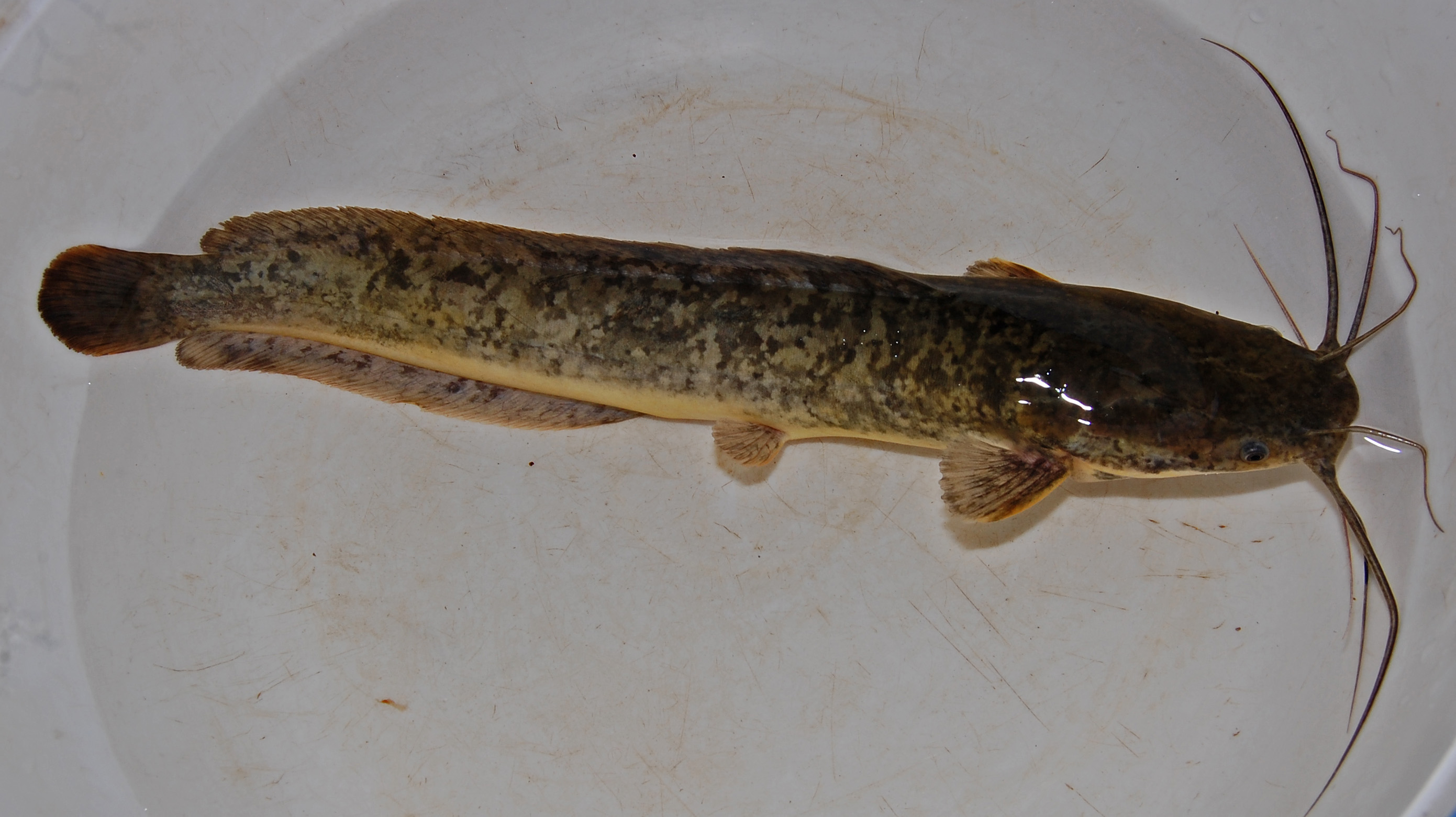
Clarias gariepinus (fam. Clariidae)

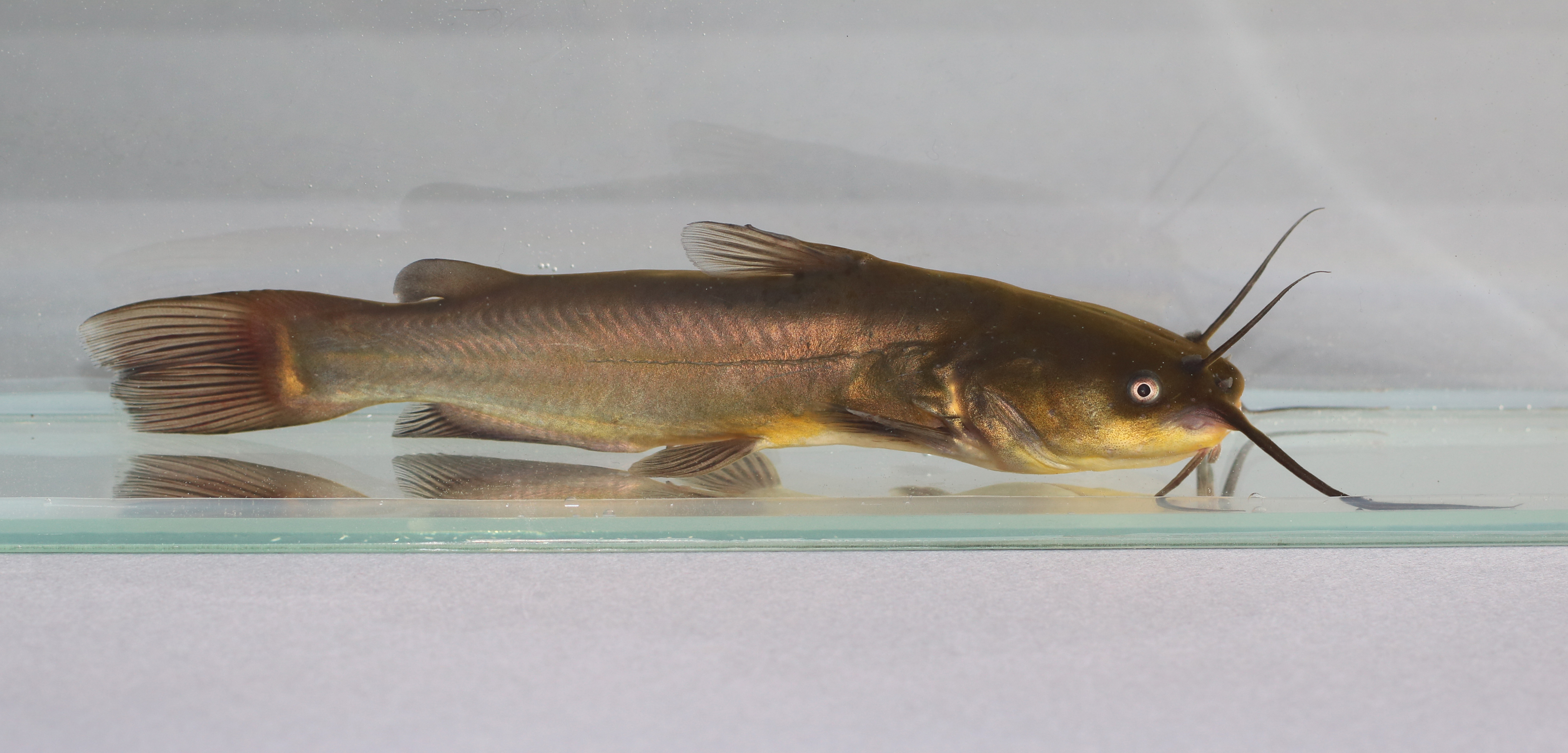
Ameiurus melas (fam. Ictaluridae)

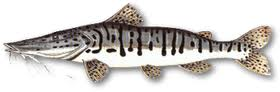
Sorubim sp. (fam. Pimelodidae)

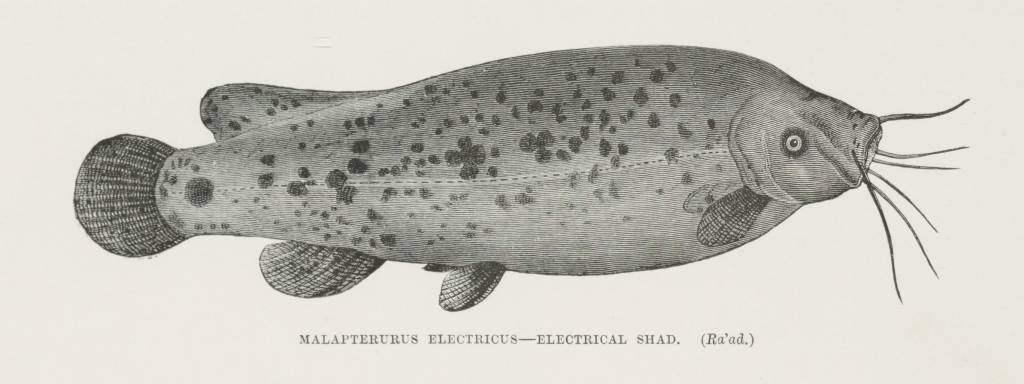
Malapterurus electricus (fam. Malapteruridae)

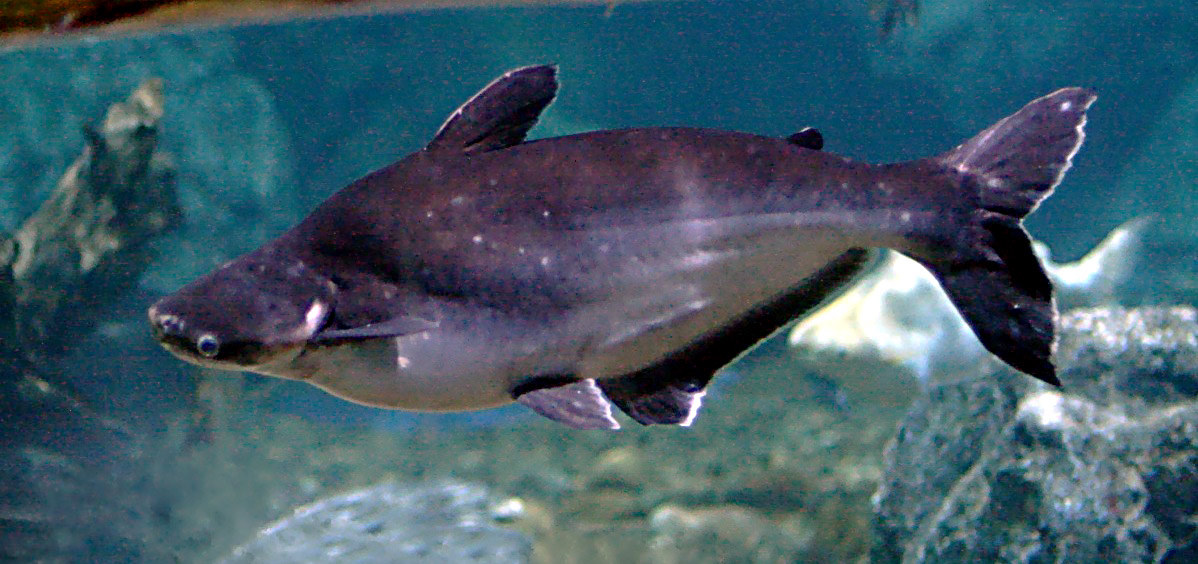
Pangasianodon hypophthalmus (fam. Pangasiidae)

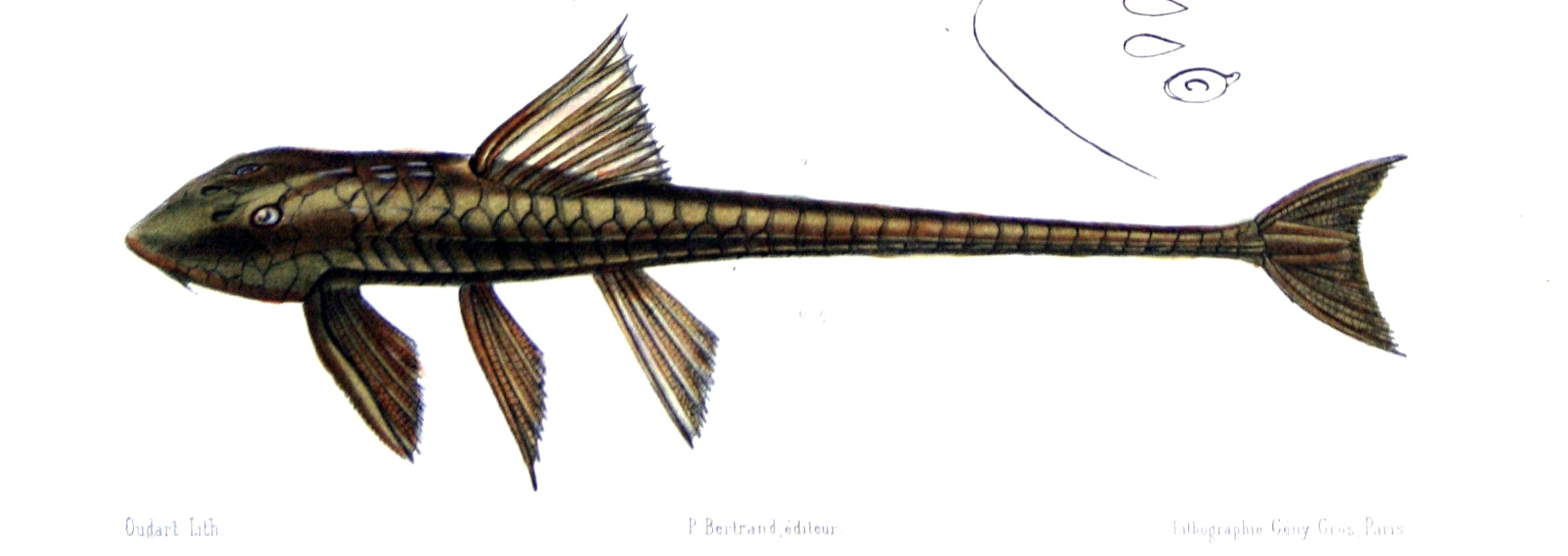
Loricaria cataphracta (fam. Loricariidae)

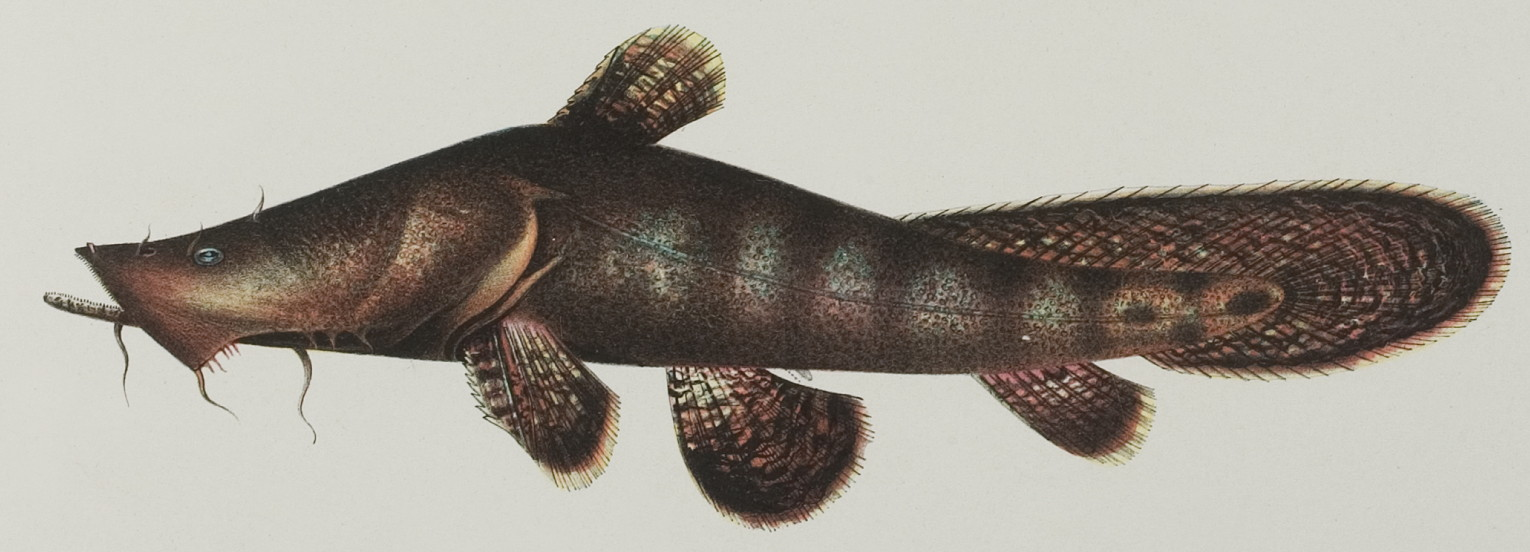
Chaca bankanensis (fam. Chacidae)

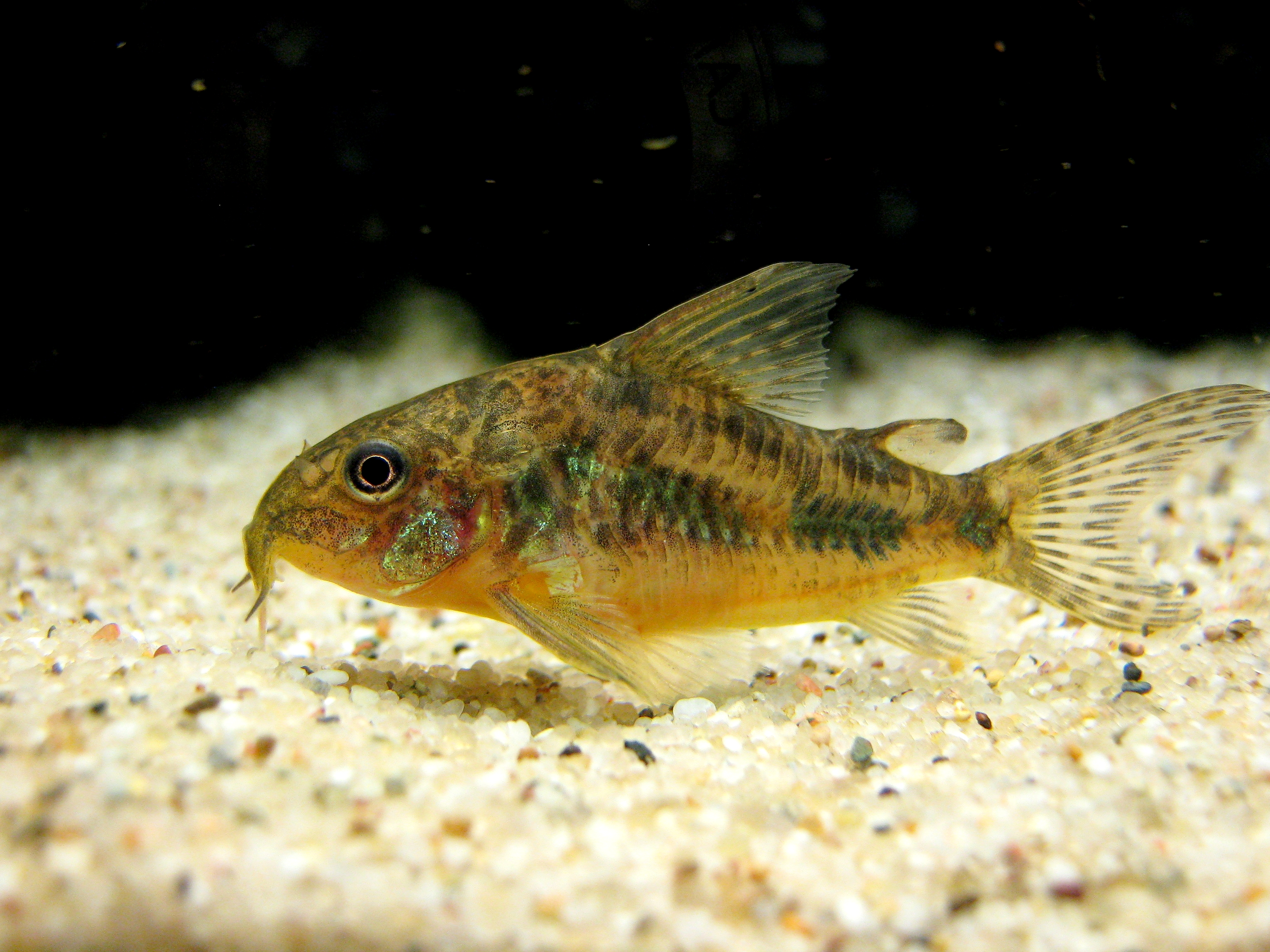
Corydoras paleatus (fam. Callichthyidae)

L'ordine dei Siluriformes Cuvier, 1816, comunemente detti pesci gatto, appartenente alla classe degli Actinopterygii, è un raggruppamento piuttosto eterogeneo di pesci ossei per gran parte d'acqua dolce.

## Distribuzione e habitat
Sono diffusi in tutti i continenti eccetto l'Antartide, dove tuttavia ne sono stati trovati dei fossili, ma sono diffusi soprattutto nelle zone tropicali. In Europa (ma non in Italia) sono autoctone due specie appartenenti al genere Silurus: Silurus glanis e Silurus aristotelis; la prima è presente nell'Italia Settentrionale, dove è stata introdotta.
In molti paesi del continente europeo sono state introdotte specie nordamericane della famiglia Ictaluridae come Ictalurus punctatus e Ameiurus melas che si sono acclimatate quasi dovunque.
La maggior parte dei Siluriformi vive in acque dolci. Alcune specie vivono prevalentemente nelle grotte, come Phreatobius cisternarum. Le famiglie tipiche degli ambienti marini sono invece Ariidae e Plotosidae, ma alcune specie marine appartengono anche ad Aspredinidae e Bagridae.

## Descrizione
Quasi tutte le specie che vi appartengono sono caratterizzate dal fatto di possedere almeno un paio e fino a 5 paia di barbigli prominenti ai lati della bocca, utilizzati come organi di senso, di cui il paio più grande è portato sulla mascella superiore e alcune paia meno sviluppate sono presenti sulla mascella inferiore. Per il resto questo ordine comprende specie estremamente eterogenee e diversificate, in alcuni casi addirittura prive di barbigli, ed in altri adattate alla vita marina. Per la maggior parte questi pesci hanno corpo affusolato ma appiattito sul ventre sebbene in alcune specie, come Trichomycterus mimosensis, il corpo sia decisamente allungato e le pinne siano di piccole dimensioni.
Non ci sono scaglie ma frequentemente placche ossee cutanee. I denti sono quasi sempre presenti, sono piccoli e in gran numero. Le pinne dorsale e pettorali in molte specie possiedono un raggio spinoso forte e appuntito, spesso seghettato, in molte specie collegato a ghiandole velenifere. La pinna adiposa è molto spesso presente. Alcune specie posseggono organi respiratori accessori che le rendono capaci di respirare l'ossigeno dell'aria e quindi di vivere per periodi prolungati fuori dall'acqua.
Una famiglia (Malapteruridae) ha evoluto organi elettrici.

## Tassonomia
In questo ordine sono riconosciute 37 famiglie; nella maggior parte dei casi ciascuna famiglia è limitata a una porzione di un singolo continente.
- Asia:
  - Akysidae
  - Amblycipitidae
  - Chacidae
  - Cranoglanididae
  - Erethistidae
  - Heteropneustidae
  - Olyridae
  - Pangasiidae
  - Sisoridae
- Africa:
  - Amphiliidae
  - Anchariidae
  - Austroglanididae
  - Claroteidae
  - Malapteruridae
  - Mochokidae
- America:
  - Aspredinidae
  - Astroblepidae
  - Auchenipteridae
  - Callichthyidae
  - Cetopsidae
  - Diplomystidae
  - Doradidae
  - Heptapteridae
  - Ictaluridae (*)
  - Lacantuniidae
  - Loricariidae (*)
  - Nematogenyiidae
  - Pimelodidae
  - Pseudopimelodidae
  - Scoloplacidae
  - Trichomycteridae
- Più di un continente:
  - Ariidae
  - Bagridae
  - Clariidae
  - Plotosidae
  - Schilbeidae
  - Siluridae

(*) Introdotto in altri continenti